# هاورد جاكوبسون
هاورد جاكوبسون (بالإنجليزية: Howard Jacobson)‏‏ (25 أغسطس 1942 في مانشستر - ) مقدم تلفزيوني، وروائي، وكاتب، وصحفي من المملكة المتحدة.

## الجوائز
- جائزة بوكر الأدبية
- جائزة بولينغر إيفريمان وودهاوس [الإنجليزية]‏
- جائزة بولينغر إيفريمان وودهاوس [الإنجليزية]‏
- جائزة بوكر الأدبية
- زميل في الجمعية الملكية للأدب

## روابط خارجية
- هاورد جاكوبسون على موقع IMDb (الإنجليزية)
- هاورد جاكوبسون على موقع مونزينجر (الألمانية)